# Clarendon (New York)
Clarendon è un comune degli Stati Uniti d'America, situato nello Stato di New York, nella contea di Orleans.